# Nuvem Estelar de Sagitário
A Nuvem Estelar de Sagitário (Messier 24, IC 4715) é uma nuvem estelar situada na constelação de Sagitário, com aproximadamente 600 anos-luz de diâmetro, que foi descoberta pelo francês Charles Messier em 1764.
As estrelas, aglomerados e outros objetos que compõem a nuvem estelar fazem parte do braço de Sagitário da Via-Láctea. Messier descreveu M24 como uma “grande nebulosidade contendo muitas estrelas”, e deu sua dimensão na abóbada celeste como tendo 1,5° em tamanho, o que coincide razoavelmente bem com o tamanho da nuvem no céu. Algumas fontes, impropriamente, definem Messier 24 como o aglomerado estelar aberto pálido NGC 6603.
Messier 24 está a aproximadamente 10 000 anos-luz de distância da Terra, e é a mais densa concentração de estrelas individuais visíveis que podem ser vistas com a utilização de binóculos, com cerca de 1 000 estrelas visíveis em apenas um campo de visão.

## Descoberta e visualização
Diferentemente de outros objetos do Catálogo Messier, que são aglomerados estelares, nebulosas ou galáxias, M24 é uma grande nuvem estelar pertencente a um dos braços da Via-Láctea. Foi incluído no catálogo em 20 de junho de 1764 e descrito como "uma grande nebulosidade no qual há muitas estrelas de diferentes magnitudes."
Em um céu noturno sob ótimas condições, a nuvem estelar é facilmente identificável a olho nu. Telescópios amadores conseguem resolver suas estrelas mais brilhantes, arranjadas em padrões lineares e curvos.

## Características

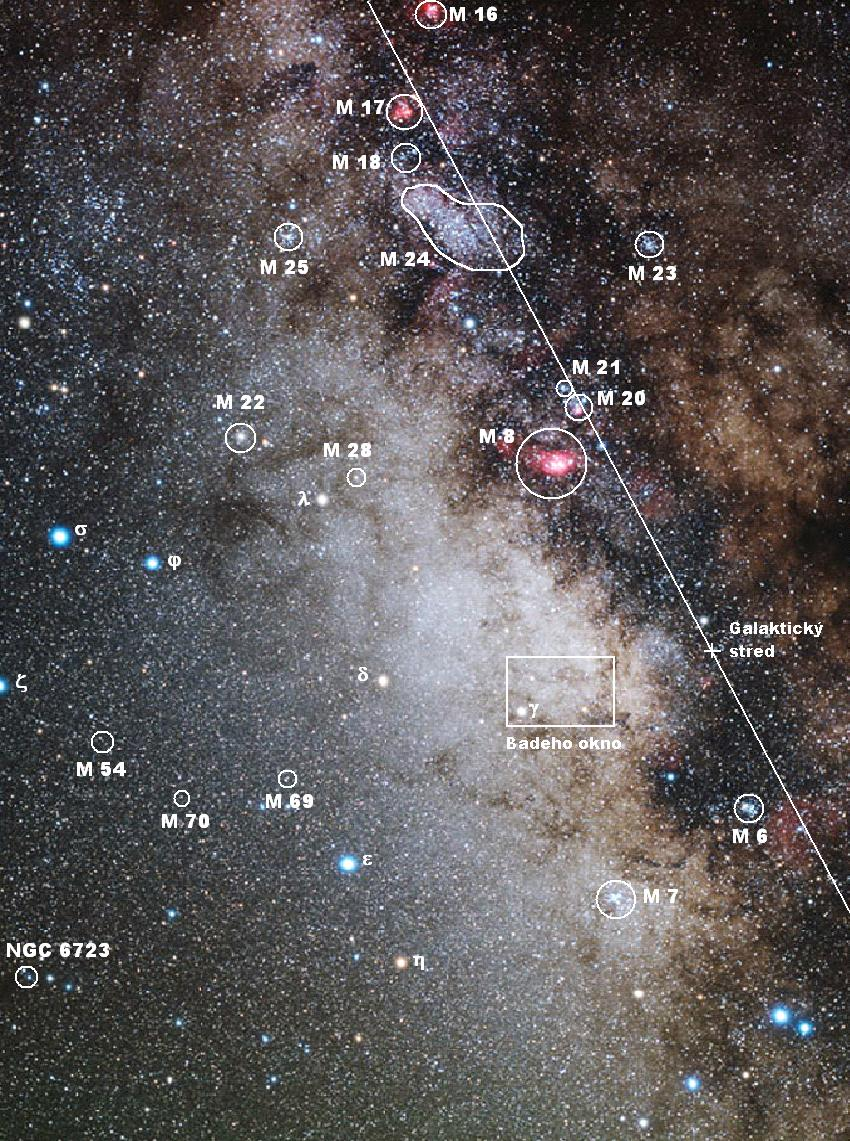
Objetos Messier na constelação de Sagitário, incluindo Messier 24

Messier 24 não é um objeto do céu profundo por definição, mas sim uma gigantesca nuvem estelar da Via-Láctea. É um pseudo-aglomerado de estrelas com milhares de anos-luz de diâmetro, parte de um dos braços da galáxia (Braço de Sagitário) que não foi encoberta pela densa nuvam interestelar. Situa-se a uma distância entre 10 000 a 16 000 anos-luz da Terra. É semelhante à nuvem estelar NGC 206, parte da galáxia de Andrômeda (M31).
A poeira interestelar geralmente encobre a luz das estrelas que estão atrás da nuvem. Entretanto, a nuvem de poeira não encobre totalmente as estrelas da Via-Láctea e se apresenta em grumos com 25 anos-luz de diâmetro, muitos dos quais são claramente visíveis em contraste com as estrelas que servem de plano de fundo. Há pelo menos dois desses conjuntos de nuvens entre o Sistema Solar e o centro galáctico, com espessura de 1 000 anos-luz cada. Entretanto, há "janelas", locais onde as nuvens de poeira interestelar não cobrem, especialmente em direção ao centro galáctico, e Messier 24 é uma dessas janelas. Tais janelas são úteis no estudo da estrutura da galáxia, pois possibilitam o estudo de regiões que seriam escondidas pelas nuvens de poeira.
Segundo Agnes Mary Clerke, em 1905, o objeto é uma pequena nuvem difusa perto da estrela Mu Sagittarii, batizada como "Delle Caustiche", segundo Angelo Secchi, frei e astrônomo italiano, "devido ao seu arranjo peculiar em raias, arcos, curvas cáusticas e espirais interligadas."
Também pode ser referenciada como a "Nuvem Estelar de Sagitário" ou a "Pequena Nuvem Estelar de Sagitário" (em contraste com a "Grande Nuvem Estelar de Sagitário", outra região da Via-Láctea central que não foi escondida por nuvens de poeira).
Tem uma magnitude aparente entre 4,5 e 4,6 e um diâmetro aparente de 90 minutos de arco, cerca de três vezes o diâmetro aparente da Lua Cheia. No interior da nuvem, é possível visualizar um fraco aglomerado aberto, NGC 6603, de magnitude aparente 11.
Edward Barnard catalogou duas nebulosas escuras na região norte da nuvem estelar (B92 e B93). Dentro da área na esfera celeste coberta pela nuvem estelar, está contido outros dois aglomerados: Collinder 469, próximo a B92, e Markarian 38, a sul de B93. Imediatamente ao sul do objeto, há a nebulosa de emissão IC 1283-1284, com duas nebulosas de reflexão adjacentes NGC 6589 e NGC 6590, todas associadas ao aglomerado aberto NGC 6595. A oeste do sistema aparece a nebulosa planetária NGC 6567, de magnitude aparente 12.